# Moje sestra a já
Moje sestra a já (hráno též jako Proč se dnes rozvádějí nebo Princeznin manžel, v německém originále Meine Schwester und ich) je opereta – autoři ji označují jako hudební komedie (musikalisches Lustspiel – o předehře, dvou dějstvích a dohře autorů Roberta Bluma (text) a Ralpha Benatzkého (text a hudba) na námět francouzské veselohry Georgese Berra a Louise Verneuila Ma sœur et moi. Premiéra se konala 29. března 1930 v berlínském divadle Komödienhaus.

## Charakteristika a historie
Komorní hudební veselohru Moje sestra a já napsal původem moravský skladatel Ralph Benatzky roku 1929 mezi dvěma rozsáhlými výpravnými operetami pro režiséra Erika Charella, Třemi mušketýry a U bílého koníčka. Francouzskou komedii pro něj přeložili Robert Blum a Ludwig Friedmann, ale jevištní zpracování, texty písní a ovšem i hudba pocházejí od Benatzkého. Oproti dobové revuální operetě je zde střídmý a jen málo se střídající dekor, žádný sbor ani balet, redukovaný orchestr (při premiéře jej zastupovala jazzová Lewis Ruth Band, spolutvůrce fenomenálního úspěchu Weillovy Žebrácké opery). Veselému textu odpovídá i hudba, živý, rytmicky bohatá, prostá sentimentu a nenáročná natolik, aby byla v zásadě přístupná i talentovaným činohercům. Typickou pro Benatzkého hudební komedie je plynulost, s jakou mluvené slovo přechází do melodramu, parlandového a konečně kantabilního zpěvu. Moje sestra a já byly poprvé uvedeny 26. března 1930 v berlínském divadle Komödienhaus. Opereta brzy pronikla po německy mluvícím světě i do Spojených států (jako Meet My Sister, premiéra 30. prosince 1930 Shubert Theatre v New Yorku) a Itálie. Roku 1934 Benatzky operetu přepracoval pro vídeňské divadlo Theater in der Josefstadt Maxe Reinhardta pod názvem Die Prinzessin auf der Leiter (Princezna na žebříku). Roku 1933 byla Moje sestra a já také poprvé zfilmována, a to paralelně v němčině a francouzštině.
V českých zemích ji jako první uvedlo brněnské německé divadlo 3. září 1930, brzy poté i německé divadlo v Praze na své pobočné scéně Kleine Bühne (premiéra 10. září 1930) a další. Kritika ji označila za „opravdovou šťastnou náhodu“ a komentovala: „Najednou se to zdá tak snadné, napsat dobrou operetu, jako by to nevyžadovalo žádné zvláštní umění. Jen ty obvyklé nevkusnosti, ta odporný kýčovitá manýra a ty olejové dialogy dnes zmizely. Všechno náhle zní jasně a chytře – dokonce i vtipy.“ Benatzkého hudba byla shledána ne příliš osobitou, ale velmi tvárnou, veselou a duchaplnou, zvláštní chválu zasloužilo její plynulé vestavění do děje a téměř nepozorované přechody z řeči do zpěvu a naopak. „Tato opereta se zdá se už něčemu přiučila od zvukového filmu a jeho nápadité režie.“
V češtině ji hrálo nejdříve Městské divadlo v Plzni, a to 7. prosince 1930 v překladu Bohuše Vilíma pod názvem Proč se dnes rozvádějí. Operetu brzy převzala další divadla, v Praze se hrála pod názvem Princeznin manžel, převládl však nakonec nejvěrnější překlad Moje sestra a já, pod kterým ji uvedl mimo jiné Emil František Burian v českém divadle v Olomouci. Stejně jako jiné Benatzkého hudební veselohry si ji oblíbil Oldřich Nový a uvedl ji ve svém pražském Novém divadle (premiéra 3. května 1938). Zpopularizoval také hlavní šlágr z operety pod českým názvem Mé děvče má svůj doktorát za pultem. Dvě stránky hlavního hrdiny dr. Rogera Fleuriota, ostýchavost a zakřiknutost vůči jedné „sestře“ a galantnost a šarm vůči druhé, předznamenávají Kristiána. Naposledy operetu profesionálně hrály v roce 1947 Zemské národní divadlo Brno s Mary Bártů jako režisérkou i představitelkou titulní (dvoj)role a Městské divadlo v Olomouci.

## Osoby a první obsazení
| osoba                                                                | hlasový obor     | premiéra (26.3.1930) | premiéra v českých zemích (3.9.1930) | premiéra v češtině (7.12.1930) |
| -------------------------------------------------------------------- | ---------------- | -------------------- | ------------------------------------ | ------------------------------ |
| Dolly Fleuriot, rozená princezna de Sainte-Labiche                   | soprán           | Liane Haid           | Hamberger                            | Růžena Ledvinová               |
| Dr. Roger Fleuriot, hudební vědec                                    | tenor            | Oskar Karlweis       | Mikorey                              | Viktor Severin                 |
| Hrabě Lacy de Nagyfaludi                                             | tenor buffo      | Louis Treumann       | Carl                                 | Ladislav Sedláček              |
| Filosel, majitel obchodu s obuví                                     | baryton buffo    | Felix Bressart       | Gisela                               | …                              |
| Irma, prodavačka                                                     | soprán (subreta) | Margarete Schlegel   | Stöhr                                | Marie Brejchová                |
| Předseda soudu; obhájkyně; soudní sluha; dva přísedící               | mluvené role     | …                    | …                                    | …                              |
| Charky, komorník; Henriette, princeznina společnice; ministr s chotí | mluvené role     | …                    | …                                    | …                              |
| Zákazník                                                             | mluvená role     | …                    | …                                    | …                              |
| Režie:                                                               | Režie:           | Julius E. Herrmann   | Gisela                               | Viktor Severin                 |
| Dirigent:                                                            | Dirigent:        | (Lewis Ruth Band)    | Schweiger                            | Josef Neumann                  |
| Choreografie:                                                        | Choreografie:    | Bruno Arno           | …                                    | Jaroslav Häuser                |
| Výprava:                                                             | Výprava:         | Erich E. Stern       | …                                    | …                              |

## Instrumentace
Dvě flétny, hoboj, dva klarinety, dva saxofony, fagot, čtyři lesní rohy, dvě trubky, tympány, bubny, harfa, celesta, xylofon, zvonkohra, banjo, smyčce (+ jevištní hudba: housle, klavír).
Alternativně: flétna, hoboj, dva klarinety, fagot, dva lesní rohy, dvě trubky, bubny, harfa, celesta, klavír, banjo, smyčce.

## Děj operety
Příběh se odehrává v Paříži a Nancy v době vzniku, tj. kolem roku 1930.

### Předehra
Scéna: Soudní síň
Jsou předvolány strany dalšího případu. Před rozvodového soudce předstupuje manželský pár Dolly a dr. Roger Fleuriot. Přejí si, aby jejich manželství bylo rozvedeno „pro nepřekonatelný odpor“ (introdukce-gavota Also ist es so weit). Soudci se to jeví zvláštní, protože oba vzbuzují dojem, jako by se stále měli rádi. Vyzývá je proto, aby vypověděli, jak se seznámili a jak se jejich manželství vyvíjelo. Dr. Fleuriot se nenechá dlouho prosit a ihned soudcův pokyn vyplní.

### První dějství
Scéna: Knihovna na zámku Saint-Labiche v Paříži
Princezna Dolly dědila zámek Saint-Labiche. Bohatá mladá dáma si může dovolit zaměstnávat vlastního knihovníka. Na toto místo byl přijat hudební vědec Roger Fleuriot. Ve skutečnosti se do své zaměstnavatelky ihned zamiloval, je ale příliš ostýchavý, aby jí dal své city najevo. Pochází ze skromných poměrů a i jen příslib mzdy 5000 franků jej uvádí do extáze (píseň Hast du schon einmal 5000 Francs gesehn). Považuje proto její bohatství za překážku, jež mu brání v tom, aby se k paní domu přiblížil za hranice pracovního poměru (scéna a duet Herr Doktor, Ihre Hoheit, die Prinzessin... Genieren Sie sich nicht... Ich bin wirklich doch sonst nicht so).
Dolly by ráda viděla, aby se o ni knihovník ucházel. Její něžné pokusy překonat jeho odstup však nevedou k cíli. Má sice i jiného obdivovatele, bohatého hraběte Lacyho, ale něco více než přátelskou náklonnost k němu necítí. Říká mu i otevřeně do očí, že je nešťastně zamilována do jiného; otázku do koho nechává nezodpovězenu (píseň-tango Dolly Mein lieber Freund... Warum denn nicht... Um ein bißchen Liebe dreht sich die Welt).
Roger nemůže na trvalo vydržet, že denně potkává ženu, do níž je potají zamilován, ale jíž nemůže otevřeně přiznat své pravé city. Aby přišel na jiné myšlenky, ucházel se úspěšně o profesuru na univerzitě v Nancy. Dnes je jeho poslední pracovní den na zámku Saint-Labiche. Když se loučí se svou šéfovou, ta si všimne, jak přirozený a šarmantní je Roger vůči služebné, když jej nesvírají stavovské rozdíly, a napadne ji nová strategie. Sdělí Rogerovi, že v Nancy žije její sestra, která byla dávno vyděděna a nyní pracuje jako prodavačka ve Filoselově obchodě obuví. Když už Roger do onoho města tak jako tak odchází, mohl by být tak laskav a odevzdat její sestře prsten a dopis. Roger rád slibuje, že pochůzku obstará; myšlenka na prostou dívku, která se však Dolly navlas podobá, jej přitahuje (valčík Man hat so manchmal das Gefühl... Freunderl, mir geht es heut so gut). Neví však, že si Dolly tuto sestru jen vymyslela, aby ji pak mohla sama hrát.

### Druhé dějství
Scéna: Interiér obchodu obuví v Nancy
Monsieur Filosel, majitel stejnojmenného obchodu obuví, má potíže se svou prodavačkou Irmou. Má stále v hlavě nesmysly a sní o tom, že se jednou stane hvězdu revue (Irmina píseň Die farbigen Lichter). Každou chvíli ji musí z jejich nebeských výšin stahovat zpátky na zem. Obchodník je proto nadmíru potěšen, když se u něj ohlásí mladá pohledná dáma a žádá jej, aby ji zaměstnal jako prodavačku. Když má Irma zase myšlenky na všechno jiné než na práci, je propuštěna. Protože však dostává dobré odstupné, nedělá si z toho velkou hlavu, nýbrž bere to na vědomí s klidem (tercet Fräulein Irma!... Na, da gratulier ich... Diesen Tag heut im Kalender).
Zanedlouho do obchodu vstupuje dr. Fleuriot. Okamžitě je mu jasné, že prodavačka, již vidí před sebou, musí být Dollyina sestra, neboť jejich podoba je vskutku ohromující. Je to pro něj láska na první pohled. Tato sestra se navíc nezdá být vůbec tak bohatá, jinak by nepracovala v obchodě s botami. Ihned zve prodavačku na sklenku vína po práci a jez bez sebe nadšením, když se mu nedostane odmítnutí (duet-shimmy Weil Sie so süß sind... Ich lade Sie ein, Fräulein). I Dolly je velmi překvapena, jak hladce se její plán blíží k naplnění.
Sotva Roger obchod opustil, již je tu nový zákazník. Je to hrabě Lacy. Někdo mu patrně proradil, kam osud jeho vyvolenou zavál, a proto přijel za ní. Když je obsluhován bujnou Irmou, hned pro ni zahoří. Tahle dívka se k němu zdá se hodí vskutku mnohem lépe než Dolly (duet Es kommt aus dem Ungarnlande... Der Paprika, Der Paprika). Zve ji, aby s ním odjela do Monte Carla, a Irma se nenechá dlouho prosit. Vesele oba opouštějí obchod, pan Filosel nechť se nehněvá – láska je všudypřítomná (tercet Aber Filosel... Ach wie süß ist die Liebe).
Roger se vrací „sestru“ vyzvednout (píseň-slowfox Ich bin verliebt... Mein Mädel ist nur eine Verkäuferin). Ta jej zkouší, dokonce se mu předvádí ve „vypůjčených“ princezniných šatech, ale Roger trvá na tom, že „Geneviève“ (jak si zde Dolly říká) je docela jiná než její bohatá a vznešená sestra. Po dlouhém polibku vycházejí zamilovaní v pevném objetí z domu.

### Dohra
Scéna: Opět soudní síň
S napětím vyslechl slavný soud vyprávění Rogera Fleuriota. Dozvídá se ještě, že Roger několik týdnů po svatbě se „sestrou“ lest odhalil. Poté, co mu Dolly přiznala plnou pravdu, stal se z něj opět ten starý ostýchavý muzikolog. Život v aristokratické zahálce je pro něj nesnesitelný a Dolly zade považuje za absurdní, aby se její manžel vracel ke své práci v Nancy.
Soudce nejen zamítá Rogerův návrh na rozvod, ale promluví oběma naléhavě do duše. Měli by to přece jen ještě jednou spolu zkusit. Napomíná Dolly, aby brala stesky svého chotě vážně, a Rogerovi připomíná, že bohatství přece není žádné břemeno, naopak ulehčuje život. Soud si přece všiml, že láska mezi ním a jeho ženou zjevně ještě zdaleka nevyhasla. Na tomto základě se dá znamenitě vystavět šťastné manželství, které může trvat celý život.
Ruku v ruce opouštějí Roger a Dolly soudní síň (repríza Mein Mädchen ist nur eine Verkäuferin).

## Nahrávka
- květen 1951, rozhlasová úprava pro Nordwestdeutscher Rundfunk Köln (CD 2007, Membran Music, 231705-311). Hrají a zpívají (Dolly) Gretl Schörg, (Roger) Peter René Körner, (Lacy) Hans Hansen, (Filosel) Heinz Erhardt, (Irma) Ruth Zillger, (zákazník) Günther Lüders, (předseda soudu) Werner Hessenland, (soudní sluha) Frank Barufski, (Charly) Rudolf Therkatz, (Henriette) Edith Teichmann, (zahradník) Hermann Holve, vokální soubory Die Nicolets a Comedien-Quartett. Kölner Tanz- und Unterhaltungsorchester ve zmenšeném obsazení řídí Franz Marszalek.
- 1956, Stuttgarter Rundfunk (CD 2001, Cantus Classics. Hrají a zpívají (Dolly) Anneliese Rothenberger, (Roger) Johannes Heesters, (Filosel) Kurt Grosskurth, (Lacy) Franz Essel, (Irma) Gudrun Nierich, (Charly) Franz Steinmüller, (Henriette) Eva Martin, (zákazník) Willem Holsboer, (předseda soudu) Heinz Cramer, (soudní sluha) Fred Goebel a další. Das Orchester des Stuttgarter Rundfunks řídí Erwin Lehn.
- 2008 Edition Berliner Musenkinder Spezial. Záznam z představení Theater und Komödie am Kurfürstendamm. Hrají a zpívají (Dolly) Nora von Collande, (Roger) Herbert Herrmann, (Filosel) Gerd Lukas Stolzer, (Lacy) Marcus Ganser, (Irma) Birge Funke. Hudební vedení a klavírní doprovod Andrew Hannan.

## Zfilmování
- 1933 Ihre Durchlaucht, die Verkäuferin, Cine-Allianz Film Berlin, režie Karl Hartl, hlavní role hrají (Dolly) Liane Haid a (Roger) Willi Forst.
- 1933 Caprice de Princesse, Cine-Allianz Film Berlin, režie Karl Hartl a Henri-Georges Clouzot, hlavní role hrají (Dolly) Marie Bell a (Roger) Albert Préjean.
- 1950 Mine syster och jag, Wivefilm Stockholm, režie Schamyl Bauman, hlavní role hrají (Dolly) Sickan Carlsson a (Roger) Gunnar Björnstrand.
- 1954 Meine Schwester und ich, CCC-Film, režie Paul Martin, hlavní role hrají (Dolly) Sonja Ziemann a (Roger) Adrian Hoven.
- 1956 Meine Schwester und ich, TV Süddeutscher Rundfunk Stuttgart, režie Franz Peter Wirth, hlavní role hrají (Dolly) Anneliese Rothenberger a (Roger) Johannes Heesters.
- 1975 Meine Schwester und ich, ZDF (TV), režie Fred Kraus, hlavní role hrají (Dolly) Heidi Brühl a (Roger) Ernst H. Hilbich.